# HD8437
HD8437 — хімічно пекулярна зоря спектрального класу A0, що має видиму зоряну величину в смузі V приблизно  6,9.
Вона  розташована на відстані близько 266,0 світлових років від Сонця.